# Ангада

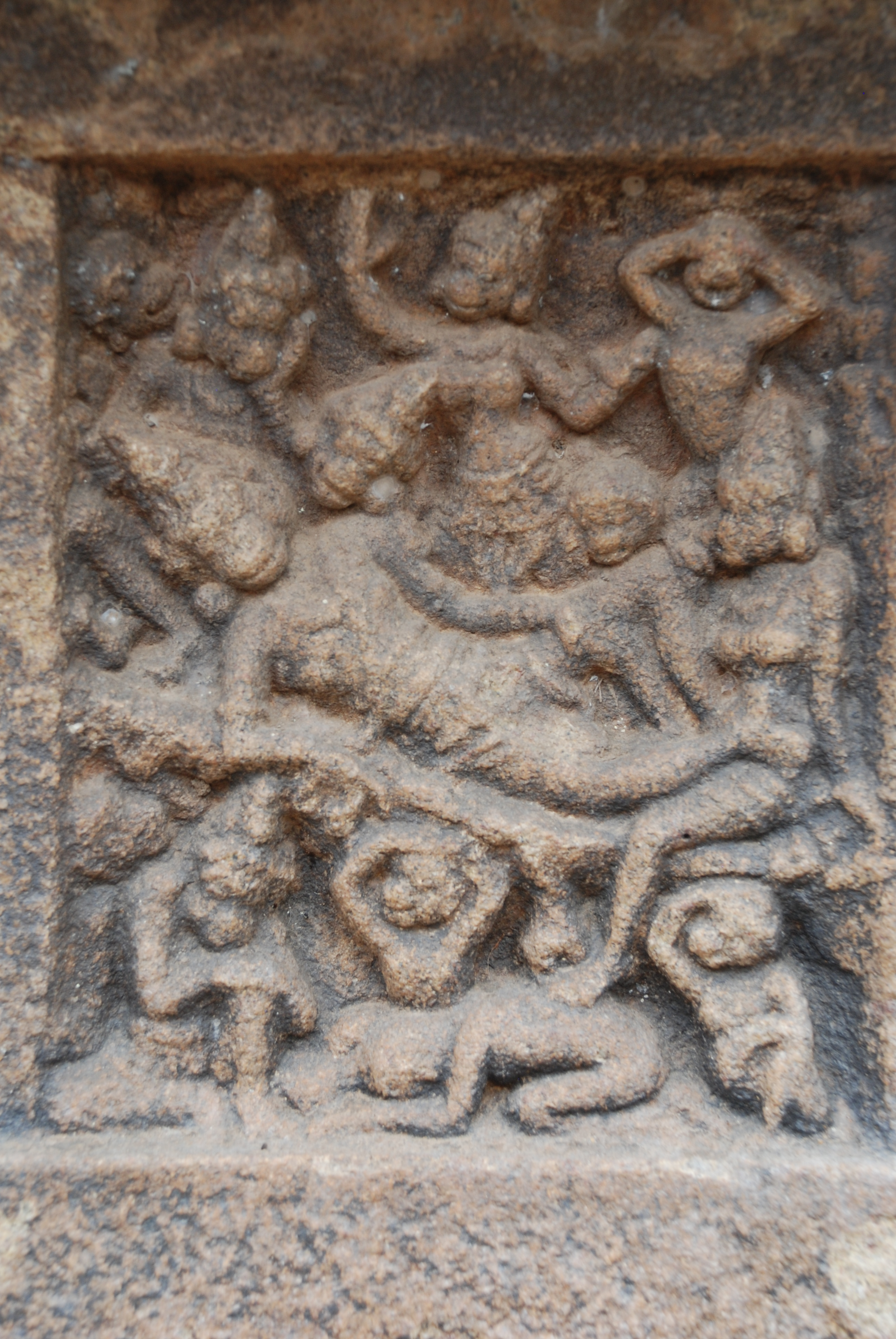
Ангада с родственниками скорбит над телом Вали. Рельеф, Танджавур

Анга́да (санскр. अंगद) — персонаж древнеиндийского эпоса Рамаяна, ванара, сын Вали, усыновлённый Сугривой по наставлению Рамы.
Ангада мог перепрыгнуть расстояние 100 йоджан, чтобы попасть на остров Ланку (там находилась похищенная демоном Раваной Сита — супруга Рамы), но сил на обратный прыжок у него бы не хватило, поэтому он попросил это сделать Ханумана, который и справился успешно с этой задачей.

## Переговорщик
Выступил в качестве переговорщика между Рамой и Раваной. Сбил 4 из 10 корон Раваны и отшвырнул их к стопам Шри Рамы. Ни один ракшас не смог его сдвинуть его ноги с места, а когда это попытался сделать Равана, Ангада устыдил его, сказав что Равана должен пасть не к его стопам, а к стопам Шри-Рамы, а заодно попросить прощения.